# AB VST
Die Aktiengesellschaft VST (Abkürzung des früheren Namens (bis 2005) Vakarų skirstomieji tinklai, zu deutsch Verteilernetze des Westens) war ein litauisches Energieversorgungsunternehmen, dass ab Mai 2008 Teil des nationalen Energieversorgers Leo LT war. Es war neben Rytų skirstomieji tinklai für die Stromversorgung des Landes zuständig. VST versorgt dabei in West- und Mittellitauen fast 700.000 Kunden auf einem Territorium von über 30.000 km². Das Unternehmen beschäftigte fast 1.900 Mitarbeiter. Vorstandsvorsitzender war seit 6. August 2007 Aidas Ignatavičius als Nachfolger von Darius Nedzinskas.

## Privatisierung
VST wurde am 31. Dezember 2001 als Aktiengesellschaft aus den Stromnetzen von Kaunas, Klaipėda und Šiauliai des staatlichen Energieversorgers Lietuvos energija gebildet und vereinte etwa 22 % dessen Kapitals. Über seine Beteiligung am staatlichen Energieversorger Lietuvos energija (seit Mai 2001) hielt E.ON Ruhrgas Aktien an VST. Der Anteil wurde durch einen Aktientausch (im Gegenzug für die Aufgabe der Beteiligung an Lietuvos energija und Lietuvos elektrinė) am 11. Juli 2003 auf 14,6 % erhöht. Knapp 8,4 % befanden sich zu diesem Zeitpunkt in Streubesitz. Am 23. Dezember 2003 wurde VST dann gänzlich privatisiert und 77 % der Aktien für 540 Mio. Litas (156 Mio. Euro) an das Unternehmen UAB NDX Energija verkauft, das von der VP-Gruppe kontrolliert wird. Es hielt zuletzt 97 % Anteile an VST. Am 27. Mai 2008 hat NDX Energija seine Anteile an VST in Leo LT eingebracht und dafür dort eine Beteiligung von 38,3 % erhalten. Zum 31. Dezember 2008 hielt Leo LT 98,2 % der Anteile. Damit ist VST wieder mehrheitlich in staatlichem Besitz.
Allerdings war auch in der Zwischenzeit der Privatisierung kein wirklicher Wettbewerb gefolgt: VST und RST teilten sich das Monopol auf das Stromnetz Litauens und bezogen ihre Energie zu 60 % fix aus dem in staatlichem Besitz befindlichen Kernkraftwerk Ignalina (Preis 2005–2007: 6,6 Litas-Cents pro kWh) und zu 40 % aus Quellen des staatlichen Energieversorgers Lietuvos energija (Preis 2007: 15,1 Litas-Cents pro kWh). Der Konsumentenpreis wird bis heute von der Staatlichen Kontrollkommission für Preise und Energie (VKEKK) festgelegt und betrug 2008 33 Litas-Cents je kWh.

## Geschäftsentwicklung
Seit 2003 konnte der Umsatz von knapp 700 Mio. LTL auf 1,05 Mrd. LTL (2007; 307 Mio. Euro) gesteigert werden, der Gewinn belief sich 2007 auf über 85 Mio. LTL, nachdem 2003 noch Verluste zu verzeichnen gewesen waren.